# جون كلارك (ممثل)
جون كلارك (بالإنجليزية: John Clarke)‏ هو ممثل أمريكي، ولد في 14 أبريل 1932 في الولايات المتحدة.

## أعمال

### أفلام
- (1961) حكم في نورمبرغ
- (1963) إنه عالم مجنون مجنون مجنون مجنون[4]
- (2005) كينغ كونغ[5][6][7]

## وصلات خارجية
- جون كلارك على موقع IMDb (الإنجليزية)
- جون كلارك على موقع روتن توميتوز (الإنجليزية)
- جون كلارك على موقع أول موفي (الإنجليزية)
- جون كلارك على موقع قاعدة بيانات الأفلام السويدية (السويدية)
- جون كلارك على موقع قاعدة بيانات الفيلم (الإنجليزية)
- جون كلارك على موقع كينوبويسك (الروسية)